# Zorocrates pictus
Zorocrates pictus is een spinnensoort uit de familie Zoropsidae. De soort komt voor in Mexico.